# 四ツ池公園
四ツ池公園（よついけこうえん）は、静岡県浜松市中央区にある都市公園（運動公園）である。施設は浜松市が所有し、運営管理も浜松市が行っている。

## 四ツ池公園運動施設

### 陸上競技場
施設名称は四ツ池公園陸上競技場で、1981年4月に完成した。県西部の小中高の陸上部の大会・西部選手権・浜松市スポーツ祭・浜松シティマラソンなどで使用されている。
- 日本陸上競技連盟第2種公認
- 面積：18,200m2
- トラック：400m x 8レーン
- 観客席：10,000人（メインスタンド：1,600人、バックスタンド8,400人（芝生席））
- サブトラック：85メートル4コース
- 照明設備：有（ナイターでの競技は不可）

### 第2野球場
- 面積：7,911m2
- 両翼：80m、センター：97m

### その他
- トレーニングルーム
- 自由広場
- 児童広場
- 浮き見堂

## 運動施設の再整備
2021年2月、浜松市は四ツ池公園運動施設の老朽化が進んでいることから、浜松球場については解体して、遠州灘海浜公園（篠原地区）、または別の市内既存球場を候補地として機能を移転し、陸上競技場は再整備する方針案をまとめた。
また、陸上競技場についても2022年10月に静岡県西部陸上競技協会が中心となって、浜松市に対し、「第1種公認、かつ陸上競技専用のスタジアム、駐車場拡大」の以上3点を求めて要望書を提出した。現状は、駐車場の不足、サブグラウンドとして利用される自由広場での利用者間の衝突の危険性が高さ、レース前の選手確認に必要な待機場所などの不足、周辺道路の渋滞が深刻であることを問題視しており、上記の浜松球場の移転問題に伴う再開発も含め検討していくとしている。
これらについて、2022年10月27日に行われた浜松市議会・大型公共施設調査特別委員会で、浜松市は「四ツ池公園は老朽化がさらに進んでいる。再整備方針が決まったとしても、当面は既存施設を利用しないといけない」として、塗装剥げや雨漏り、照明塔やスコアボードの電気系統の不良などの整備をする必要があるため、再整備とは別に最低限の修繕・改修も同時に行う方針を示した。市では上記の遠州灘海浜公園などへの浜松球場の機能移転による内容の重複を避けるために、新球場の規模などを見極めたうえで再検討するとしており、再整備を策定したとしても、計画・設計から建設に至るまでに数年程度を必要とするとされる。
また日本プロサッカーリーグ（Jリーグ）加盟を念頭に、浜松シティF.C（静岡県社会人1部リーグ）他未公表2クラブを含む3クラブの間で調整している中、陸上競技場の拡張工事の実施時にはそれを本拠地にする意向が示されている。

## アクセス
- 鉄道
  - 遠鉄電車西鹿島線の上島駅より徒歩10分[1]
- バス　
  - 遠鉄バス53・56萩丘都田線の市営グランドバス停より徒歩0分[1]